# Erdélyi kancellárok listája
Az alábbi lista az önálló Erdély kancellárjait tartalmazza, hivatali idejük feltüntetésével; az a Habsburg-fennhatóság alatt álló Erdély 1694 és 1867 között fennálló kormányzati szervének vezetőit lásd az Erdélyi Udvari Kancellária cikkben.
| Kancellár         | Hivatali idő | Megjegyzés |
| ----------------- | ------------ | --- |
|                   |              | 1540–1551 között az erdélyi közigazgatás még kialakulófélben volt; Izabella és Fráter György kormányzása idején a kancelláriát egy titkár vezette.         |
| Csáky Mihály      | 1556–1571    | |
| Forgách Ferenc    | 1571–1575    | |
|                   |              | 1575 vége–1576 eleje között a tisztség betöltetlen volt.                                                                                                   |
| Sulyok Imre       | 1576–1578    | |
| Berzeviczy Márton | 1578–1586    | Báthory István mellett Lengyelországban |
| Kovacsóczy Farkas | 1578–1594    | Báthory Kristóf és Báthory Zsigmond vajdák kancellárja 1586-ig                                                                                             |
| Jósika István     | 1594–1598    | |
| Naprágyi Demeter  | 1598–1600    | |
|                   |              | 1600 és 1603 között a tisztség betöltetlen, a kancelláriát feltehetően titkár vezette.                                                                     |
| Jacobinus János   | 1603         | |
| Káthay Mihály     | 1604–1606    | |
|                   |              | Káthay letartóztatása után a tisztség betöltetlen maradt, a kancelláriát a titkári rangban levő Péchi Simon vezette.                                       |
| Petki János       | 1607–1608    | |
| Kendi István      | 1608–1610    | |
| Imreffi János     | 1610–1611    | |
|                   |              | Imreffi halála után a kancelláriát feltehetően a titkári rangú Hidy György vezette.                                                                        |
| Péchi Simon       | 1613–1621    | |
|                   |              | Péchi letartóztatása után Kovacsóczy István egy ideig titkári rangban helyettesítette.                                                                     |
| Kovacsóczy István | 1622–1634    | |
|                   |              | Kovacsóczy halála után a kancelláriát 1644-ig az ítélőmester Kassai István vezette, utána 1649-ig Szalárdi János titkár, majd Pálóczi Horvát János titkár. |
| Mikes Mihály      | 1656–1660    | |
| Bethlen János     | 1659–1678    | |
| Bethlen Farkas    | 1678–1679    | |
|                   |              | 1679–1690 között a kancellár feladatköre több személy között oszlott meg.                                                                                  |
|                   |              | 1694-től: Erdélyi Udvari Kancellária, eltérő feladatkörrel                                                                                                 |